# Barbora Votíková
Barbora Votíková (* 13. září 1996 Plzeň) je česká fotbalová brankářka hrající za klub SK Slavia Praha. Hraje také v české reprezentaci. Působí rovněž jako youtuberka.

## Klubová kariéra
Do klubu TJ Sokol Plasy ji přivedl její děda, který si všiml jejího potenciálu hrát fotbal. Začínala v poli jako útočnice, později skončila v bráně. V Plasích hrála za chlapecký tým a začala zde její úspěšná budoucí kariéra.
Později přestoupila do mládežnického týmu FC Viktoria Plzeň. V roce 2013, kdy jí bylo 17 let, začala nastupovat za A-tým FC Viktoria Plzeň (ženy).
V roce 2014 Barboru Votíkovou z Plzně odkoupila SK Slavia Praha. Tento rok byl pro Votíkovou nejúspěšnější, protože poprvé hrála v Lize mistrů. Dalším významným úspěchem se stalo druhé místo v anketě Talent roku v oblasti ženského fotbalu za rok 2014. Se svým týmem vyhrála v české lize 4 tituly.
Dne 25. srpna 2021 podepsala smlouvu na 2 roky s francouzským klubem Paris Saint-Germain FC.
Dne 17. srpna 2023 byla představena jako hráčka londýnského Tottenham Hotspur F.C. Women.
Dne 16. prosince 2023 si za Tottenham připsala debut v nejvyšší anglické soutěži (Super League). Měla osm úspěšných zákroků, udržela čisté konto a byla zvolena nejlepší hráčkou utkání. 

## Reprezentační kariéra
První účast v české reprezentaci proběhla v týmu žen do 15 let, následovala reprezentace žen do 17 let, v níž mnoho prostoru na prosazení nedostala. V pozdějších zápasech žen v reprezentaci do 19 let odchytala 7 zápasů. Vypracovala se tak později do A-týmu, kde patří mezi nejlepší hráčky.
Na zápase o pohár Cypriot Cup se v roce 2015 Votíková v A-týmu umístila na šestém místě.[zdroj?]
V roce 2015 se zúčastnila tzv. Univerziády. Tým, za který hrála, následně obsadil osmé místo.[zdroj?]

## YouTube
Barbora Votíková zároveň působí na YouTube kanálu, jenž byl založen 12. dubna 2015. Působila také jako jedna z moderátorek televizního pořadu Aliho Parťáci na stanici Prima Cool. Věnuje se tvorbě humorných videí, skečů a parodií. Často natáčí se svým kamarádem a youtuberem Lubošem Kulíškem (z kanálu Luboš je celkem fajn). Její kanál „Bára Votíková” má k září 2024 více než 494 tisíc odběratelů.
V roce 2021 ji časopis Forbes umístil na šesté místo v žebříčku 10 nejlépe placených youtuberů Česka s odhadovaným ročním příjmem 6 milionů korun.

## Osobní život
V roce 2019 vydala svou první knihu s názvem „Bára Votíková: Trochu jinak”, kde píše o svém profesním i osobním životě. V této knize se také poprvé otevřeně přihlásila k homosexuální orientaci. Její partnerkou byla od roku 2019 profesionální hráčka pokeru Barbora Mlejnková. S tou se rozešla v roce 2021 po přestěhování do Francie.